# Кацудон
Кацудон (яп. カツ丼) — страва японської кухні донбурі-типу, що являє собою котлету зі свинини у яйці, поданій у чаші з вареним рисом. Одна з найпопулярніших страв, яку можна знайти як в дорогих ресторанах, так і фаст-фудах по всій Японії. Має багато регіональних варіацій.

## Назва
Назва кацудон складається з двох частин:
- кацу (яп. カツ), що прямо перекладається як «котлета», але коли вживається без уточнення, то йдеться саме про котлету зі свинини. Для котлет з іншого м'яса це прямо вказується — наприклад, торікацу (яп. 鶏カツ) — котлета з курятини;
- дон (яп. 丼), що є першим складом слова домбурі, і означає чашу з вареним рисом і страву на ньому.

## Галерея
|  |
|  |

|  |
|  |

|  |
|  |